# Chenistonia trevallynia
Chenistonia trevallynia är en spindelart som beskrevs av Hickman 1926. Chenistonia trevallynia ingår i släktet Chenistonia och familjen Nemesiidae.
Artens utbredningsområde är Tasmanien. Inga underarter finns listade i Catalogue of Life.